# أومنيوم
أومنيوم (كلمة لاتينية تعني : للجميع، ينتمي إلى الجميع) حدث متعدد السباقات من فعاليات سباقات الدراجات على المضمار. تاريخيا كان أومنيوم مجموعة متنوعة من أشكال المنافسة. في السنوات الأخيرة تبنى سباقات الطرق أيضًا المصطلح لوصف السباقات متعددة الأيام التي تتميز بأحداث سباق الطرق الأساسية الثلاثة ( سباق الزمن ، والبدء الجماعي، والمعيار ).

## التاريخ
أعيد إدراج أومنيوم في بطولة العالم متضمنا خمس سباقات مضمار، للرجال في عام 2007 وللسيدات في عام 2009. تم تغيير فعاليات سباق الأومنيوم في عام 2010 من قبل UCI لتشمل سباق الإقصاء وتم إطالة مسافة الفعاليات.
ادرجت فعالية الأومنيوم في فعاليات الدرجات في الألعاب الأولمبية الصيفية أول مرة في دورة 2012، مستبدلا كل من فعاليات المطاردة الفردية وسباق النقاط وفردي ضد الساعة. تلقى التغيير بعض الانتقادات من راكبة الدراجة ريبيكا روميرو ، التي تُركت عاجزة عن الدفاع عن لقبها الأولمبي.

## أومنيوم الحالي

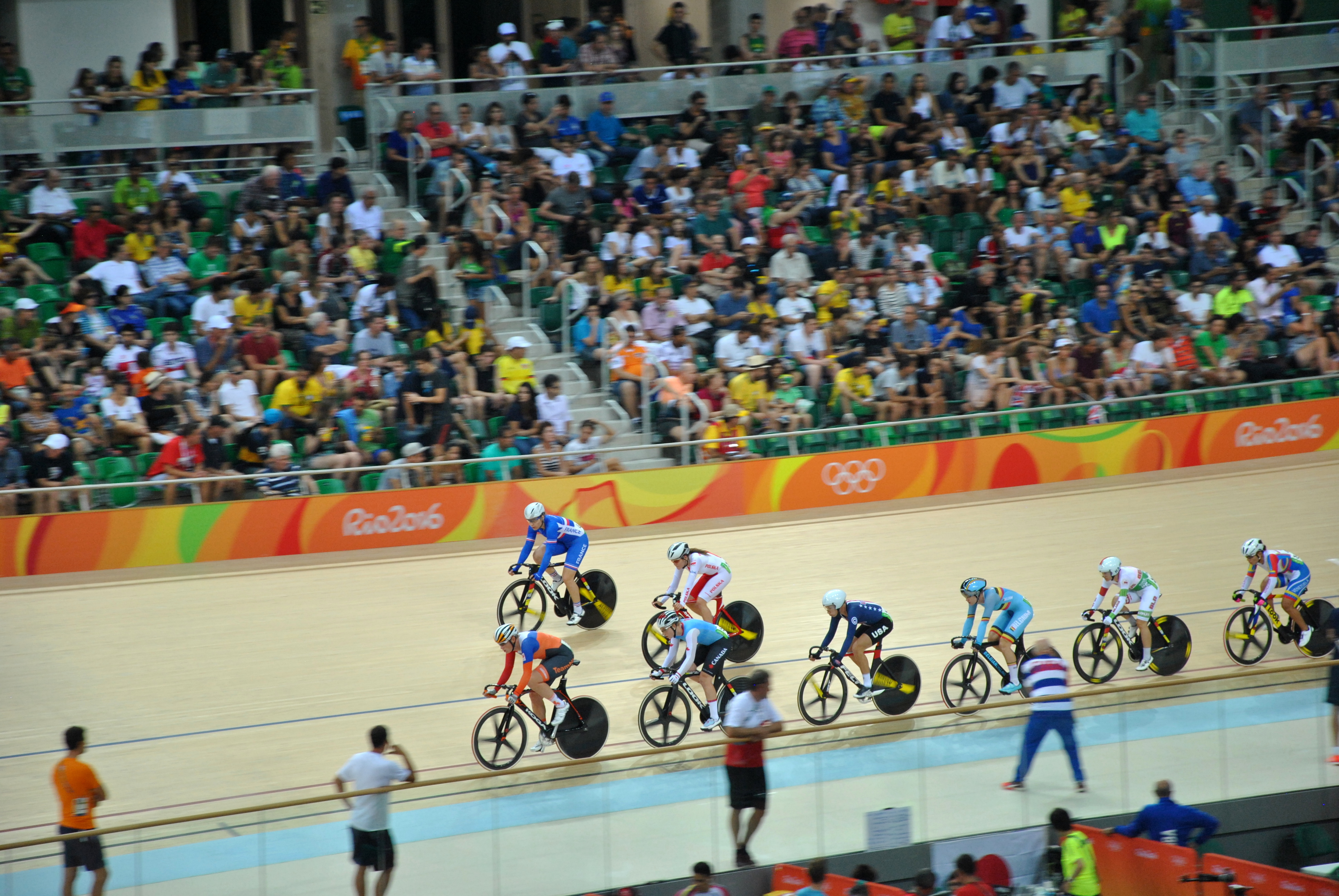
سباق السكراتش في الأومنيوم في أولمبياد ريو

من يونيو 2014 حتى نهاية عام 2016 ،  تتكون فعالية الأومنيوم كما حددها الاتحاد الدولي للدراجات (UCI) من الأحداث الستة التالية التي تعقد على مدار يومين:
1. سباق السكراتش
2. سباق المطاردة الفردي
4000 متر لنخبة الرجال، و 3000 متر لنخبة السيدات ولناشئين الرجال، و 2000 متر للناشئين السيدات
3. سباق الإقصاء
4. سباق الزمن
1 كم رجال، 500 متر سيدات [5]
5. لفة طيران (ضد الساعة)
6. سباق النقاط
40 كم لنخبة الرجال 25 كم لنخبة النساء 25 كم للناشئين الرجال، 20 كم للناشئين السيدات

للأحداث الخمسة الأولى، يحصل كل فائز على 40 نقطة، كل مركز ثانٍ 38 نقطة، كل ثالث 36 نقطة إلخ، يتم منح كل راكبي المرتبة 21 وما دون نقطة واحدة. في سباق النقاط، يضيف الدراجون ويخسرون نقاطًا من إجمالي نقاطهم بناءً على اللفات المكتسبة والخاسرة، والنقاط التي ربحوا في سباقات السرعة.
بعد موسم 2016 ، تمت إزالة الأحداث الثلاثة الموقوتة - سباق الزمن، واللفة الطيارة والمطاردة فردي من الحدث، وأضيف سباق الإيقاع ، واختصر الحدث ليوم واحد. يبقى سباق النقاط كتنسيق السباق النهائي مع تعديلات طفيفة.
1. سباق السكراتش
2. سباق الإيقاع
3. سباق الإقصاء
4. سباق النقاط
25 كم لنخبة الرجال 20 كم لنخبة سيدات، 20 كم للناشئين الرجال 15 كم للناشئين السيدات

الفائز في الأومنيوم هو الدراج الذي حصل على أعلى مجموع من النقاط.
في حالة التعادل في الترتيب النهائي، فإن ترتيب الوصول في سباق السرعة لفعالية سباق النقاط هي من تحدد الترتيب النهائي.
يجب أن يكون الدراج قد أكمل كل أحداث فعالية الأومنيوم.

## أومنيوم سباقات الطرق
يتكون الأومنيوم لسباق الطريق من سباق الزمن والمعيار وسباق طريق جماعي - يقام عادةً خلال عطلة نهاية الأسبوع أو فترة 2-3 أيام أخرى. يتم منح النقاط إلى أفضل الفائزين في كل حدث ويتم جمعها في نهاية الحدث. يتم اختيار الفائز الإجمالي للحدث بناءً على عدد النقاط المتراكمة. في كثير من الأحيان، سيشترط المنظمون على الدراجين إكمال كل حدث من أجل التأهل للجائزة الإجمالية.

## روابط خارجية
- تم تقديم Omnium بواسطة Cyclingnews.com
- الاتحاد الدولي للدراجات يريد الحدث السادس في Omnium الأولمبي